# Maurits Cornelis Escher
Maurits Cornelis Escher (17. června 1898, Leeuwarden – 27. března 1972, Hilversum) byl nizozemský umělec, známý svými kresbami a grafikami (převážně mezzotinta, dřevořez a litografie), ve kterých zobrazuje paradoxy perspektivního kreslení, topologické útvary a rozvržení roviny na pravidelné obrazce. Ve své tvorbě často využíval teselace.

## Mládí

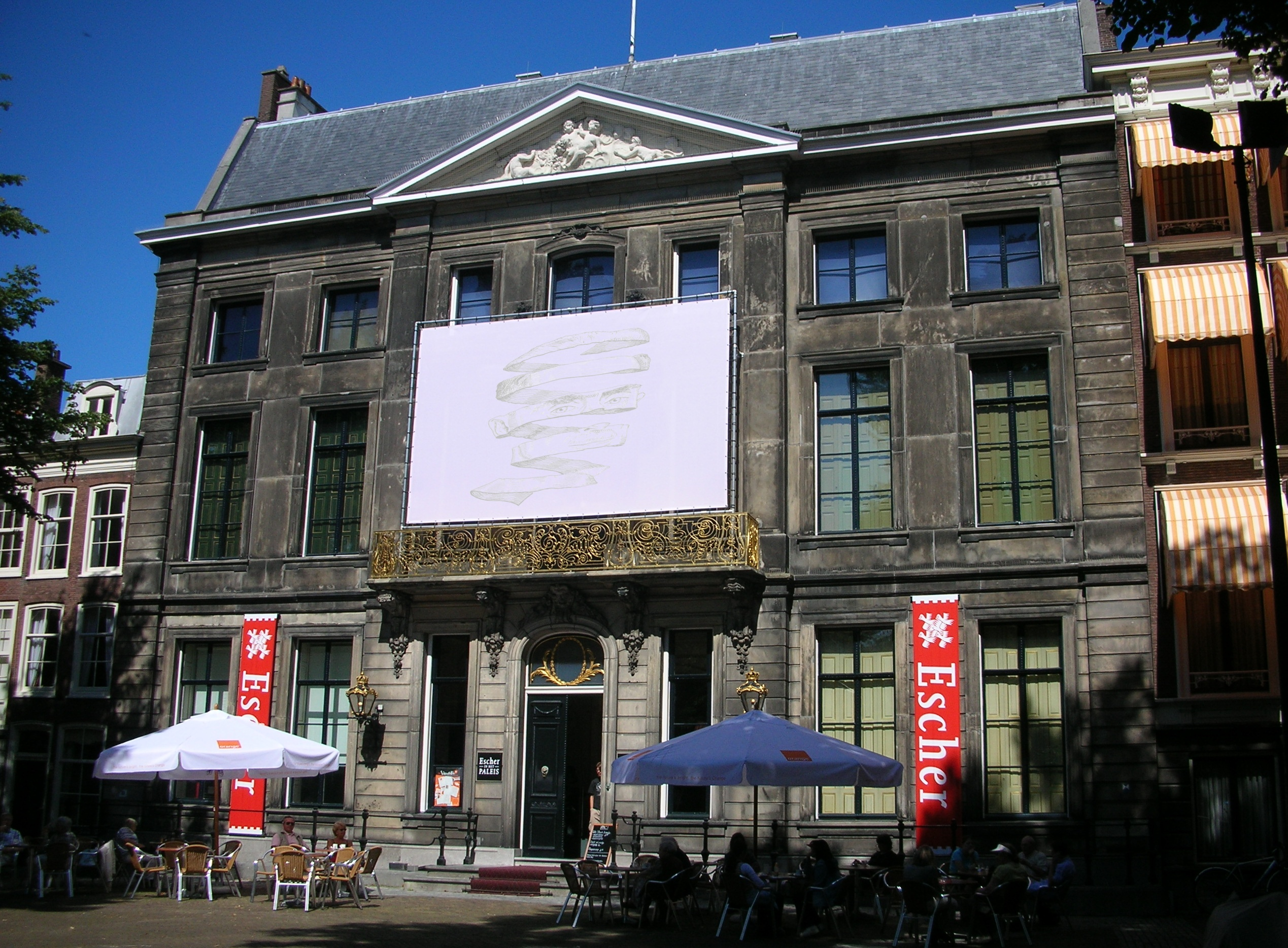
Muzeum M. C. Eschera v Haagu

Maurits Cornelis (nebo také Mauk, jak byl přezdíván) Escher byl nejmladším synem stavebního inženýra a hydraulika George Arnold Eschera a jeho druhé ženy Sary Gleichman. V roce 1903 se rodina přestěhovala do Arnhemu, kde se učil truhlářskému řemeslu a hře na klavír až do třinácti let.
V letech 1912 až 1918 navštěvoval střední školu Arnhemu. Jeho učitel kreslení F. W. van der Haagene ho naučil technice linorytu a přispěl k rozvoji jeho grafického nadání. Ačkoli exceloval v kreslení, jeho výsledky byly obecně chabé, byl proto nucen opakovat druhý ročník a neudělal závěrečné zkoušky. V roce 1919 Escher nastoupil na otcovo přání na Harlemskou vysokou školu architektury a umělecké ornamentiky. Po několika měsících ale přešel na interiér a studoval pod vedením Samuela Jessuruna de Mesquita, umělce s nímž se pak po léta přátelil. V roce 1922 Escher opustil školu se zkušenostmi s kresbou a obzvláště dřevořezbou.

## Manželství a pozdější život
V roce 1921 navštívil poprvé Itálii a v listopadu mu v novinách vyšly první dřevořezby. V roce 1922 cestoval po Itálii a Španělsku. Velký vliv na něj měla ornamentální výzdoba v Alhambře. V roce 1923 během další cesty po Itálii potkal svou ženu, Švýcarku Jettu Umiker, s níž se 12. června 1924 oženil ve Viareggiu. Mladý pár se usadil v Římě a zůstal tam až do roku 1935. Když se politická atmosféra pod vládou Mussoliniho stala nesnesitelnou, rodina se přestěhovala do Château-d'Œx (Švýcarsko), kde setrvala další dva roky.
Escher, inspirován a okouzlen italskou krajinou, byl ve Švýcarsku zjevně zklamán. V roce 1937 se proto rodina přestěhovala znovu, a to do Ukkelu, malého městečka blízko Bruselu (Belgie). Druhá světová válka je donutila přestěhovat se opět ale už naposledy. V lednu 1941 se stěhovali tentokrát do Baarnu (Holandsko), kde Escher žil až do roku 1970.
Většina Escherových známých děl pochází z tohoto období. Podmračené, studené, vlhké podnebí Holandska mu umožňovalo se soustředit na práci a tak kromě roku 1962, kdy podstoupil operaci, tvořil každý rok nová díla.
V roce 1970 se Escher po těžké operaci a dlouhém pobytu v nemocnici přestěhoval do domova důchodců pro umělce Rosa-Spier v Larenu (severní Holandsko), kde měl svůj vlastní ateliér. Zemřel v Hilversumském sanatoriu 27. března 1972 ve věku 73 let.
Escherovi měli 3 syny (Georg 23. 7. 1926, Arthur 8. 12. 1928, Jan 6. 3. 1938).

## Dílo
Mezi známé příklady jeho děl patří:
- Drawing Hands – dílo v němž jsou zobrazeny dvoje navzájem se kreslící ruce
- Sky and Water kde se světlo mění ve stín přeměňujíc rybu ve vodě v ptáky na nebi
- Ascending and Descending ve kterém zástupy lidí stoupají a sestupují v nekonečné smyčce ze schodů na konstrukci, která je nepostavitelná. Nakreslitelná je pouze za pomoci využití optického klamu.

Jako techniku používal převážně litografii a dřevořezbu. Zobrazoval ve svém umění matematické vztahy mezi tvary, prvky a prostorem. Navíc objevil vzájemný vztah mezi černobílou paletou k obohacení různých dimenzí. Začlenil do svých děl zrcadlové zpodobnění válců, koulí, krychlí, prstenců a spirál.
Kromě náčrtů krajiny a přírody v jeho raných létech tvorby se také zabýval kresbou hmyzu, což se často ukazovalo v jeho pozdních dílech. Své první umělecké dílo dokončil v roce 1922. Zobrazovalo osm lidských hlav rozmístěných v různých rovinách. Později, kolem roku 1924, ztratil zájem o „přirozené rozmístění“ rovin a obrátil pozornost ke skicování krajiny Itálie pomocí nestandardní perspektivy, která je v přirozeném pojetí neuskutečnitelná.
Ačkoli neměl velkou zkušenost s matematikou, Escherovo chápání matematické podstaty bylo velice intuitivní a vizuální. Escherova díla mají silnou matematickou složku a mnoho světů, které zkreslil, je svým základem postaveno na nereálných objektech jako jsou Neckerova krychle a Penroseův trojúhelník. Mnohé z Escherových děl využívá opakované překrytí, nazývané mozaikování. Escherovo umělecké dílo je obzvláště oblíbeno mezi matematiky a vědci, kteří si oblíbili užití mnohostěnů a geometrických zkreslení. Uveďme příklad, kdy v díle Gravity mnohobarevné želvy vystrkují svoje hlavy z hvězdovitého dvanáctistěnu.
Ovlivnění matematikou se v jeho díle ukázalo okolo roku 1936, kdy cestoval Středomořím se společností The Adria Shipping Company. Obzvláště si oblíbil geometrický pořádek a symetrii. Escher popsal svoji cestu napříč Středomořím jako „nejbohatší zdroj inspirace, jakou kdy prošel.“
Po ukončení této cesty se Escher snažil zdokonalit své umění pomocí inspirace maurskými díly v paláci Alhambra. Užíval geometrické rastry jako základ pro své náčrty, které posléze doplňoval kresbami zejména zvířat, jako jsou ptáci a lvi.
Jeho prvotní studium matematiky, které později, podle všeho, vedlo k zakomponování matematiky do jeho umělecké tvorby, začalo akademickou prací Györgyho Pólya na téma rovinné skupinové symetrie, kterou mu zaslal jeho bratr Berend. Tato práce ho inspirovala ke studiu podkladů 17 skupin nástěnných tapet (rovinné skupinové symetrie). Využitím tohoto matematického konceptu, Escher vytvořil cyklické překrývání 43 barevných kreseb různých druhů symetrie. Od této chvíle vytvořil matematický přístup vyjádření symetrie v jeho uměleckých dílech. V letech následujících po roce 1937 stvořil dřevořezby použitím návrhu 17 rovinné symetrie skupin.
V roce 1941 Escher napsal svoji první knihu poznámek, nyní veřejně známou Regular Division of the Plane with Asymmetric Congruent Polygons, která popisuje principy umění tvorby jeho děl. Záměrem především bylo zaznamenat pro sebe postupnou integraci matematických pravidel do umění. Escher je tudíž považován, svého času, za vědeckého matematika díky tomuto spisu. V této knize studoval barevné členění a vyvinul systém kategorizace kombinací tvaru, barev a podmínek symetrie. Studiem těchto oblastí objevil prostor, jenž matematici později nazvali novým vědním oborem - krystalografií.
Kolem roku 1956 Escher objevil způsob ztvárnění nekonečna ve dvou rovinách. Diskuse s kanadským matematikem H.S.M. Coxeterem inspirovala Escherův zájem o hyperbolické mozaikování, což je přirozené překrývání hyperbolické roviny. Escherovo dílo Circle Limit I demonstruje toto pojetí. V roce 1995 publikovanou prací Coxeter potvrdil, že Escher dosáhl matematické dokonalosti ve svých rytinách. Coxeter napsal: „[Escher] to ztvárnil na milimetr přesně“.
Escher později stvořil Circle limit II, III and IV. Tato díla i nadále demonstrovala jeho schopnost ztvárnit celistvé matematické koncepty. Svým dílem si získal ocenění: v roce 1955 byl pasován na rytíře Řádu Viléma Oranžského. Následně začal pravidelně tvořit pro hodnostáře po celém světě.
V roce 1958 vydal knihu Regular Division of the Plane, ve kterém popisoval systém vytváření matematických děl ve své tvorbě. Především zdůraznil že: „[Matematici] otevřeli bránu vedoucí do širokého pole působnosti.“
Jeho raná láska k římské a obecně italské krajině a přírodě ho vedla k zálibě v přirozené rozdělení rovin. Jako vyjadřovací prostředek používal dřevořezbu, litografii a mezzotinta. Za svůj život vytvořil přes 150 barevných prací, využívajících koncept pravidelného dělení rovin. Někteří matematici poukazovali na zahrnutí hyperbolické roviny na fixní dvoudimenzionální rovině a současně aplikaci 3rozměrných objektů jako jsou koule, válce a krychle v jeho díle. Například v grafickém listu nazývaném Reptiles kombinoval dvou a tří rozměrné objekty. V jedné ze svých prací Escher zdůrazňoval význam prostorovosti a popisoval svoje pocity jako stav „omrzelosti“ plochými tvary: „Donutím je vystoupit z roviny.“

Vodopád, schematický nákres podle litografie

Topologie je další matematický koncept, který studoval během svého života. Topologie je o vlastnostech jež jsou ponechány v nezměněné formě při kontinuální deformaci. Topologie je základní prvek pro odnože všeobecné (bodové) topologie, algebraické topologie a diferenciální topologie. Escher pojmul dodatečné matematické podněty od britského matematika Rogera Penrosa. Díky novým zkušenostem stvořil Waterfall a Up and Down, s použitím nestandardních perspektiv podobné konceptu Möbius strip, ve kterém ztvárnil Möbiovu pásku.
Escherovi byla vytištěna Metamorphosis I v roce 1933, která byla počátečním dílem série obrazů jež vyprávějí příběh pomocí obrázků. Tyto práce demonstrují nabytí Escherových schopností zakomponovat matematická pravidla do umění. V díle Metamorphosis I přetransformoval konvexní polygony v standardní vzory v rovině lidského motivu. Tento efekt představuje jeho životní změnu priorit z obliby krajinou a přírodou v přirozené matematické dělení rovin.
Jedním z jeho pozoruhodných děl je Matamorphosis III. Je dost široké na pokrytí všech stěn místnosti a potom smyčkou vrátit se zpět do sebe.
Po roce 1953 se Escher stal lektorem mnoha organizací. Plánoval přednášky v Severní Americe, ale ty byly v roce 1964 zrušeny kvůli jeho nemoci. Ilustrace a vlastní text přednášek však byly později publikovány jako součást knihy Escher on Escher. V červenci 1969 dokončil svou poslední práci před smrtí, dřevořezbu Snakes. Je to Zpodobňuje rytinu vzorů jež se vytrácí do nekonečna jak ve středu tak i na krajích kruhu. Hadi překrývají kruh stejně jako vzory, hlavy přečnívají ven z kruhu.